# Шокер (жест)

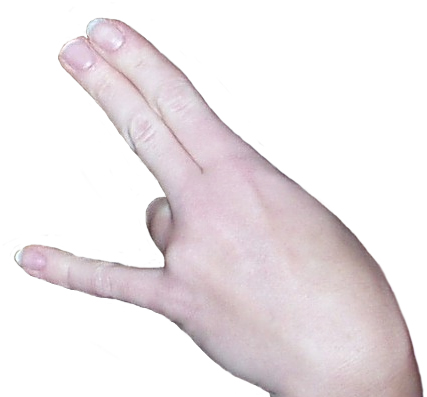
Приклад шокера.

Шокер — це жест рукою з сексуальним підтекстом. Вказівний, середній і мізинець витягнуті, а безіменний зігнутий або зігнутий вниз. Вказівний і середній пальці тримаються разом. Великий палець може бути притиснутий до долоні або — у варіації цього жесту — витягнутий.

## Тлумачення
Жест символізує сексуальну практику введення вказівного та середнього пальців у вагіну партнерки та мізинця в її анус (котрий, як вважається, «шокує» партнерку). Якщо великий палець витягнутий, це означає одночасну стимуляцію голівки клітора. Проте жест рукою не обов'язково зручний для практики, яку він представляє.
Стандартна форма жесту також відома в розмовній мові як «два в параді, один в шоколаді».

## Скандал в Україні

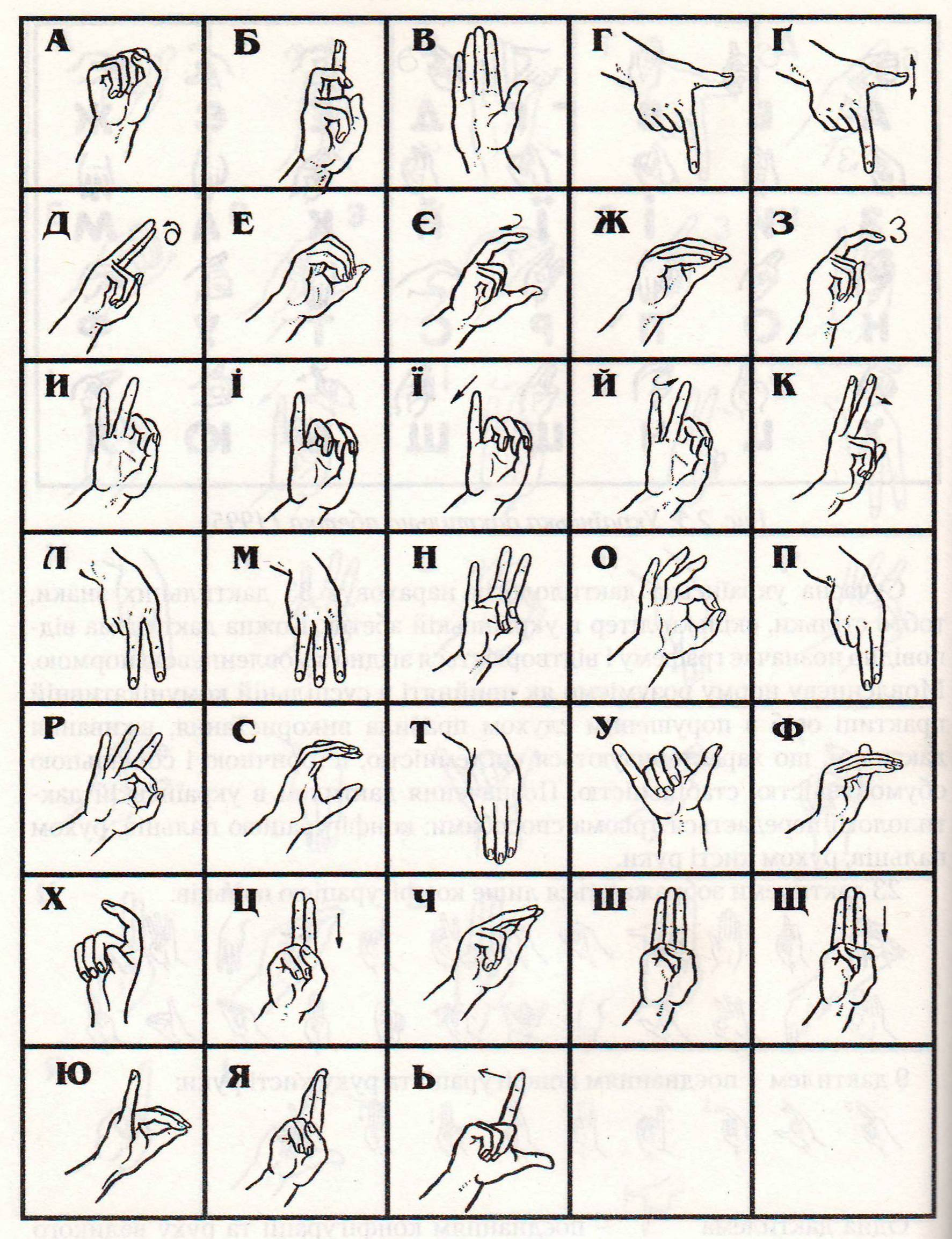
Українська дактильна абетка

На честь 31-ї річниці незалежності Banda Agency та міністерство культури та інформаційної політики України запропонували українцям новий жест-привітання. Даний жест, за задумом авторів, мав нагадувати тризуб, коли вказівний та середній палець з мізинцем — прямі, а великий та безіменний — зігнуті. Українською жестовою мовою таке поєднання творить літеру «Н», тобто натякає на «незалежність». З метою популяризації жесту Banda поширила фото міністра культури Олександра Ткаченка та українських зірок, які відтворюють даний жест: Надії Дорофєєвої, Alyona Alyona, Джамали, учасника гурту Kalush та інших. Організатори закликали людей приєднуватися до флешмобу і використовувати цей жест: «Це просто: складаєте пальці, робите фото, додаєте хештег #ТРИЗУБНЕЗАЛЕЖНОСТІ та викладаєте у соцмережі».
Жест обурив українську спільноту. У соцмережах розкритикували даний жест через його схожість з жестом «шокер». Акцентувалося, що в Україні вже існує жест на позначення тризуба — підняті догори вказівний, середній та безіменний пальці. Такий жест активно вживав політик та лідер Народного Руху В'ячеслав Чорновіл. Після скандалу агенція та міністерство перепросили за «креативність» та наголосили, що «у жодному випадку не ставили за ціль зневажити або образити наших співгромадян».